# Torre de telecomunicaciones de Münster
La Torre de telecomunicaciones de Münster (en alemán: Fernmeldeturm Münster) también llamada Münster 42 es una torre de telecomunicaciones de Münster, Alemania. Construida entre 1985 y 1986 es una réplica exacta de la torre de telecomunicaciones de Kiel. Tiene 229,5 m de alto y en ella se encuentra varios transmisores VHF y estaciones base para aplicaciones móviles. No es accesible al público. La cesta tiene un diámetro de 40 metros y está situado a 108 m de la base.